# Sjamženskij rajon
Il Sjamženskij rajon (in russo Сямженский район?) è un rajon dell'Oblast' di Vologda, nella Russia europea; il capoluogo è Sjamža. Istituito nel 1929, ricopre una superficie di 3.900 chilometri quadrati ed ospita una popolazione di circa 10.000 abitanti.